# Agustín López Kindler
Agustín López Kindler (Valladolid, 1941) es un sacerdote católico, catedrático de universidad español, afincado en Suiza. Ha sido catedrático de Lengua y Literatura latina en la Universidad de Sevilla. Ordenado sacerdote en 1970 en Madrid e incardinado en la Prelatura del Opus Dei.

## Biografía
Agustín nació en Valladolid en 1941, en el seno de una familia de procedencia alsaciana. Se trasladó a Madrid para realizar la licenciatura y el doctorado en la Universidad Complutense de Madrid. Antonio Fontán le dirigió la tesis doctoral Composición y estilo en la prosa de L. A. Séneca, que fue defendida en 1965. Al año siguiente ganó la Cátedra de Lengua y Literatura latina de la Universidad de Sevilla. Fue discípulo y confidente de Antonio Fontán. López Kindler publicó en 2013 una selección de la correspondencia que mantuvieron ambos desde 1959 hasta el fallecimiento de Fontán en 2010.
En el verano de 1968, en Zúrich, conoció a Toni Zweifel a qien trató durante más de veinte años. Recibió la ordenación sacerdotal en Madrid en 1970 y se doctoró en Derecho Canónico en la Universidad de Navarra (1971). Ese año se trasladó a vivir a Ginebra, donde fue el vicario de la Prelatura del Opus Dei (1973-2002). Compatibilizó esa labor con la docencia en el Klassisch-Philologisches Seminar de la Universidad de Zúrich.
Es juez del tribunal diocesano zuriqués y profesor visitante de la Universidad de Navarra.

## Obras
Ha publicado ediciones, estudios y traducciones de autores de la Antigüedad tardía —Sidonio Apolinar, Enodio de Pavia— como de Padres de la Iglesia —san Ambrosio de Milán y san Agustín—. Entre ellas destacan:
- Hilario de Poitiers, Tratado sobre los Salmos (119-150), Madrid, Ciudad Nueva, 2020, 406 pp., ISBN 9788497154550.
- Hilario de Poitiers, Tratado sobre los Salmos (118), Madrid, Ciudad Nueva, 2019, 250 pp., ISBN 9788497154475.[8]
- Hilario de Poitiers, Tratado sobre los Salmos (1-100), Madrid, Ciudad Nueva, 2019, 464 pp., ISBN 9788497154376.[9]
- Ambrosiaster, Comentario a las Cartas a los Corintios, (Traducción de Agustín López Kindler), Madrid, Ciudad Nueva, 2017, 406 pp., ISBN  9788497153645.
- Toni Zweifel: huellas de una historia de amor, Madrid, Ediciones Rialp, 2016, 185 pp., ISBN 9788432146947.
- Beda el Venerable, Homilías sobre los evangelios 1, Madrid, Editorial Ciudad Nueva, 2016, 353 pp., ISBN 9788497153485.
- Beda el Venerable, Homilías sobre los evangelios 2, Madrid, Editorial Ciudad Nueva, 2016, 349 pp., ISBN 9788497153539.
- Antonio Fontán. Un héroe de la libertad, Madrid, Ediciones Rialp, 2013, 376 pp., ISBN 9788432142895.[10]
- Zeus vs. Deus: la resistencia de la cultura pagana al cristianismo, Madrid, Ediciones Rialp, 2011, 214 pp., ISBN 9788432139147.
- ¿Dioses o Cristo?: momentos claves del enfrentamiento pagano al cristianismo, Pamplona, Servicio de Publicaciones de la Universidad de Navarra, 2009, 119 pp.
- Santo Ennodio, Obra miscelánea - Declamaciones, Madrid, Editorial Gredos, 2007, 527 pp. ISBN 9788424928650.
- Función y estructura de la "sententia" en la prosa de Séneca, Pamplona: Universidad de Navarra, 1966, 182 pp.